# 奥沢検車区
奥沢検車区（おくさわけんしゃく）は、東京都世田谷区に存在した東京急行電鉄（現：東急電鉄）の車両基地。1988年に雪が谷検車区に統合され廃止された。現在は東急電鉄の元住吉検車区奥沢車庫となり、目黒線用車両が留置されている。

## 沿革
- 1923年 (大正12年) 3月11日 - 目黒蒲田電鉄目蒲線開業に伴い、奥沢駅北側に奥沢電車庫を設置[3][4]。
- 1928年 (昭和3年) 1月21日 - 電車修繕業務を東横線元住吉工場に移管[3][4]。
  - ただし、太平洋戦争中は本土空襲により、目蒲線・大井町線車両の元住吉工場への回送が難しくなり、やむを得ず奥沢工場を復活させて定期検査・修繕を実施した[4]
- 1946年 (昭和21年) 8月1日 - 東京急行電鉄に支社制が敷かれ、目蒲線・大井町線の定期検査・修繕は新設した奥沢工場に移管される[3][4]。

- 1948年 (昭和23年) 6月 - 目黒検車区を新設（目黒検車区と奥沢工場の2体制）[3][4]。
- 1952年 (昭和25年) 9月 - 奥沢工場を元住吉工場に移管[3][4]。
- 1951年（昭和26年）10月16日[5] - 目黒検車区から池上線を管轄する雪が谷検車区に分離[5]。
- 1958年 (昭和33年) 10月 - 目黒検車区を奥沢検車区に改称[3][4]。大井町線の管轄を自由が丘検車区に分離。
- 1988年（昭和63年) 9月16日[5] - 目蒲線を管轄していた奥沢検車区を雪が谷検車区に統合し、奥沢検車区は雪が谷検車区奥沢班（奥沢列車検査班）となる[5]。
- 2000年（平成12年) 8月6日[5] - 目蒲線の系統分離に伴い、雪が谷検車区奥沢班が廃止される[5]。なお、目黒線車両の管轄は元住吉検車区が行っている。

## 所属車両

### 過去
- 旧3000系
- 旧5000系
- 旧7000系
- 7200系
- 7600系
- 7700系